# Polygnamptia chloristicta
Polygnamptia chloristicta là một loài bướm đêm trong họ Noctuidae.